# Sarakinó
Sarakinó (grec moderne : Σαρακηνό) est une île grecque des Sporades située au sud de Skyros dont elle fait partie administrativement.

## Géographie
Elle s'étend sur plus de 2,8 km de longueur pour une largeur maximale d'environ 2,3 km. 